# Grand Hotel (Musical)
Grand Hotel ist ein Musical von Luther Davis (Buch), Robert Wright und George Forrest (Musik und Songtexte) und Maury Yeston (zusätzliche Musik und Songtexte).

## Geschichte
Als Vorlage diente der 1929 von Vicki Baum geschriebene Roman Menschen im Hotel und der spätere Hollywood-Film Menschen im Hotel (Grand Hotel) von 1932. Das Musical beleuchtet die Ereignisse, die sich 1928 an einem Wochenende in einem eleganten Berliner Hotel abspielen. Die Lebensgeschichten der exzentrischen Hotelgäste überschneiden sich auf teils amüsante, teils tragische Weise. Die Primaballerina Elizaveta Grushinskaya hat ihre besten Jahre hinter sich, der todkranke Buchhalter Kringelein sucht „Leben“ im Grand Hotel, der junge und gutaussehende Baron Felix von Gaigern ist bankrott und genießt trotzdem den Luxus, der zynische Doktor Otternschlag wurde im Krieg schwer verwundet und betrachtet ungläubig das Ein und Aus im Hotel („Niemals geschieht etwas“) und eine Stenotypistin namens Flämmchen sieht sich auf dem Weg nach Hollywood.
Am Broadway lief die Show von 1989 an über 1000-mal in der Inszenierung und Choreographie von Tommy Tune. Die Produktion war für zwölf Tony Awards nominiert und errang fünf, darunter die für die beste Regie und Choreographie.

Die deutsche Erstaufführung zeigte ab Januar 1991 das Theater des Westens Berlin. Im Londoner West End lief das Musical erstmals 1992 im Dominion Theatre als Gastspiel einer amerikanischen Tourneeproduktion.

## Hintergrund
Mit dem Roman Menschen im Hotel begann 1929 die beeindruckende Karriere der österreichischen Autorin Vicky Baum. Im selben Jahr erstellte sie eine Bühnenadaption, die mit großem Erfolg in Berlin lief. In den frühen 1930er Jahren war das Stück auch am Broadway erfolgreich und wurde 1932 als Grand Hotel mit John Barrymore, Greta Garbo and Joan Crawford verfilmt. Die MGM-Produktion erhielt den Oscar für den besten Film.

### At the Grand
Davis, Wright und Forrest hatten bereits 1958 eine Musicaladaption des Vicky-Baum-Stoffs unter dem Titel At the Grand erstellt. Das Berlin der späten zwanziger Jahre wurde durch das zeitgenössische Rom ersetzt und die Ballerina durch eine Opernsängerin, die stark an Maria Callas erinnerte. Die Geschichte wurde durch Davis stark verändert, und das Stück erhielt in Los Angeles und San Francisco nur mittelmäßige Besprechungen. Produzent Edwin Lester entschied schließlich, die später geplante Broadway-Premiere abzusagen.

### Grand Hotel
Mehr als drei Jahrzehnte später beschlossen Davis, Wright und Forrest, dem Stoff eine zweite Chance zu geben. Sie engagierten Regisseur und Choreograph Tommy Tune, der mit großem Selbstvertrauen das ihm anvertraute Material als Baustelle begriff und in eine zweistündige Produktion ohne Pause verwandelte, in der sich Dialogszenen, Musik- und Tanznummern überlappen oder sogar gleichzeitig ablaufen, um der Atmosphäre eines lebhaften Hotels gerecht zu werden.
Das Autorenteam widersetzte sich jeder Änderung, die Tune vorschlug. „Frei heraus gesagt, die Show funktionierte nicht. Mit Ausnahme der Choreographie und der optischen Attraktionen war die Show dem Tode geweiht“, erinnerte sich Tune in seinen Memoiren Footnotes. Frustriert verzichtete Tune letztlich auf die weitere Mitarbeit von Wright und Forrest und engagierte Maury Yeston für neue Songs und die Bearbeitung des existierenden musikalischen Materials und Peter Stone für die Bearbeitung von Davis’ Buch. Tune bemerkte später: „Ich hasse es, wenn es hässlich wird bei einer Show. Aber es geschieht immer, und man muss Mut zeigen, um zu überleben. Wenn die Autoren keine Schwierigkeiten machen, dann sind es die Produzenten oder die Darsteller. Wirbel gibt es immer, aber mit etwas Glück kann trotzdem etwas Gutes dabei herauskommen. Ich habe immer versucht, jedermann gegenüber freundlich zu sein, aber man sollte meine Freundlichkeit nicht mit Schwäche verwechseln.“

## Broadwayproduktion
Nach einunddreißig Previews hatte Grand Hotel am 12. November 1989 am Broadway Premiere und wurde dort 1017-mal gezeigt. Die Originalbesetzung umfasste Liliane Montevecchi als Elizaveta Grushinskaya, Michael Jeter als Otto Kringelein, David Carroll als Baron, Timothy Jerome als Preysing, John Wylie als Otternschlag, Bob Stillman als Erik und Jane Krakowski als Flämmchen. Später hatte unter vielen anderen Cyd Charisse mit über 70 Jahren als Grushinskaya ihr spätes Broadwaydebüt.
Wegen rechtlicher Auseinandersetzungen mit Wright und Forrest ließ das Castalbum fast zwei Jahre auf sich warten.

## Liste der Musiknummern
- The Grand Parade (Yeston)
- Some Have, Some Have Not – Man hat oder nicht (Wright/Forrest)
- As It Should Be – Kartenhaus (Wright/Forrest)
- At the Grand Hotel – Hier im Grand Hotel (Yeston)/Table With a View – Tisch am Fenster (Wright/Forrest)
- Maybe My Baby Loves Me – Ob meine Liebste (Wright/Forrest)
- Fire and Ice – Feuer und Eis (Wright/Forrest)
- Twenty Two Years – All die Zeit (Yeston)/Villa On a Hill – Villa über dem Meer (Wright/Forrest)
- I Want To Go To Hollywood – Mädchen im Spiegel (Yeston)
- Everybody’s Doing It – Jeder tut es (Yeston)
- The Crooked Path – Der krumme Pfad (Wright/Forrest)
- Who Couldn’t Dance With You? – Keiner tanzt wie Sie (Wright/Forrest)
- No Encore – Kein Encore (Wright/Forrest)
- Fire and Ice – Feuer und Eis (Wright/Forrest)
- Love Can’t Happen – Liebe fiele nicht vom Himmel (Yeston)
- What She Needs – Was sie braucht (Wright/Forrest)
- Bonjour Amour (Yeston)
- H-A-P-P-Y – Der Grand Charleston (Wright/Forrest)
- We’ll Take A Glass Together – Wir trinken auf das Leben (Wright/Forrest)
- I Waltz Alone – Ich tanz’ allein (Wright/Forrest)
- H-A-P-P-Y (Reprise) – Der Grand Charleston (Reprise)
- Roses at the Station – Rosen auf dem Bahnsteig (Yeston)
- What She Needs – Was sie braucht (Wright/Forrest)
- How Can I Tell Her? – Wie nur ihr sagen (Wright/Forrest)
- At the Grand Hotel (Reprise) – Hier im Grand Hotel (Reprise)
- The Grand Parade/Some Have, Some Have Not (Reprise) – Die Grand Parade/Man hat oder nicht (Reprise)
- The Grand Waltz – Grand Walzer (Wright/Forrest)

## Auszeichnungen
- Tony Award für den besten Nebendarsteller in einem Musical (Jeter)
- Tony für die besten Kostüme
- Tony für das beste Lichtdesign
- Tony für die beste Choreographie
- Tony für die beste Regie eines Musicals